# Ageras
Ageras er en virksomhed der sælger regnskabs- og juridiske services. Virksomheden agerer som mellemmand og tager penge for at forbinde revisorer, bogholdere og advokater med private og erhvervsdrivende, der leder efter  økonomisk eller juridisk ekspertise. Siden maj 2019 har Ageras været aktiv i syv lande.

## Historie
I 2012 blev Ageras stiftet af Rico Andersen og Martin Hegelund, med støtte fra serieiværksætter Martin Thorborg. Et år senere nominerede FDIH (Foreningen for Dansk Internet Handel) Ageras som “Bedste nye e-handelsvirksomhed”.
Ageras udvidede sine services til Sverige i 2013, efterfulgtaf Norge (2014), Holland (2015), Tyskland (2016), Storbritannien (2018) og USA.
I marts 2017 bekendtgjorde Ageras, at kapitalfonden Investcorp (en) havde købt aktiemajoriteten i virksomheden. Tre måneder senere erhvervede Ageras sine hollandske konkurrenter Zoek Mijn Boekhouder og Boekhouding Offerteservice.
Ageras flyttede sit kontor til Industriens Hus i central København i februar 2018. Ageras’ hovedkontorer i København og giver plads til 100 medarbejdere.

## Priser
I oktober 2016 vandt Ageras en Børsens Gazelle-pris og blev dermed anerkendt som én af de hurtigst voksende virksomheder i Danmark.
FDIH hædrede Ageras med E-handelsprisen 2017 i kategorien “Bedste e-virksomhed med omsætning op til 100 mio. kroner”.
I 2019 opkøbte Ageras regnskabsprogrammet Billy. 